# Olivier de Penne
Olivier de Penne ((la): Oliverius de Penna) est un dignitaire de l'ordre du Temple qui fut cubiculaire du pape Clément V et qui bénéficia de sa protection lors du procès intenté aux templiers. À la suite de la dissolution de l'ordre, il a peut-être intégré l'ordre de Saint-Jean de Jérusalem en tant que commandeur de La Capelle-Livron.

## Biographie
Olivier de Penne serait l'un des fils d'Olivier II de Penne, seigneur de Cestayrols et d'Ambialet, et d'Alpaïde de Balagier dont le mariage se situe vers 1245.

## L'ordre du Temple
On ne connait pas l'année de son entrée dans l'ordre. La commanderie templière la plus proche de son lieu de naissance étant celle de Vaour.
Six mois avant l'arrestation des templiers, et d'après la déposition faite par Géraud de Caus, il se trouvait à Paris où il fut témoin de la réception d'un nouveau frère, Jean de Pronay par Hugues de Pairaud,.

### Procès de l'ordre
Son statut de cubiculaire lui permit de rester sous la protection de Clément V. On mentionne son évasion en février 1308, ce qui fit dire au roi de France que « si le pape n'était pas en mesure de garder un templier, comment pouvait-il en garder deux mille ? ». L'historienne Elena Bellomo pense, contrairement à ce qu'indique Heinrich Finke, qu'il s'agit de Giacomo de Montecucco, le dernier précepteur de Lombardie arrêté à Poitiers et également cubiculaire, et non pas d'Olivier de Penne. Ce dernier étant toujours en détention après cette date,. Il est nommément cité dans la bulle Considerantes dudum qui fixa le sort des Templiers et par laquelle il fut mis à la disposition du siège apostolique (du pape),. On constate d'après cette bulle qu'Olivier de Penne faisait partie des principaux dignitaires de l'Ordre au moment de sa chute, dont le sort aurait dû être réservé à la décision du pape, contrairement aux autres membres de l'Ordre.

## Commandeur de l'ordre de Saint-Jean de Jérusalem
Il serait devenu commandeur de La Capelle-Livron en 1314, et le serait resté jusqu'en 1318. Mais il ne peut s'agir que d'un homonyme. Le pape lui aurait donné l'hôpital d'Aubrac en 1310. On note qu'en 1964, Louis d'Alauzier réfuta l'hypothèse qu'il puisse s'agir du même individu mais ne semble pas posséder toutes les informations sur Olivier de Penne.
Un Olivier de Penne était commandeur de Renneville de 1319 à 1328, également mentionné commandeur de Rayssac en 1327.
Il est sûr en tout cas, d'après la pièce citée ci-dessous datant de 1338, qu'un Olivier de Penne fut vers 1318, précepteur de la moitié de la seigneurie de Cas près de Caylus, moitié confisquée aux Templiers et donnée à l'ordre de Saint-Jean de Jérusalem :
Super tertio articulo interrogatus dixit quod ipse loquens tempore quo Dominus Oliverius de Penna miles preceptor tunc temporis dicti loci de Cas et fuit post tempus quo Templarii tenebant dictum locum, ipse emit redditus et proventus dicti loci pertinentes ad dictum preceptorem et ordinem Sancti Johannis Ihrlm, ipse vendidit bailiviam et emolumentum bayliviæ et decorum pertinentium ad dictum preceptorem et ordinem, novem libras turonenses. ... Interrogatus de tempore dixit se non recordari sed bene sunt viginti anni vel circa.
En 1338 cette moitié était possédée par Arnaud de Trian, neveu du pape Jean XXII et apparemment sortie des possessions de l'ordre de Saint-Jean.

## Sceau
- En 1302 : Plume en bande avec un chef chargé d'une croix pattée[1],[N 8]